# 고능선

후조 고능선

고능선(高能善, 1842년(헌종 8) ∼ 1926년)은 조선 후기의 성리학자이며, 학맥으로는 화서학파에 속한다. 호는 후조(後凋), 별칭은 산림(山林)이며, 본관은 제주(濟州)이다. 다른 이름은 고석로(高錫老)이며, 유중교의 제자이자 김구·안명근의 스승이었다.

## 생애
아버지는 고처행(高處行)이고, 어머니는 장흥 김씨로 김노혁(金魯赫)의 딸이다.
고산림(高山林)이라는 별칭도 있었다.
1880년대 후반에 3년간 강원도 춘천군 가정리 가정서사에서 성재 유중교에게 직접 가르침을 받았다. 화서학파 내에서 두각을 나타내지는 못하고 평범한 유학자로 남았다. 유중교는 화서 이항로의 제자였고, 면암 최익현과 동문이었다.
그 뒤 안태훈의 초청으로 신천에 가, 청계동과 인근의 학동을 가르치게 되었다. 그는 안태훈의 모친과 같은 제주 고씨라는 인연으로 1893년 2월에 해주부에서 신천군 청계동으로 이주하여 초당을 짓고 생활하였다. 1895년 초 안태훈의 산채로 피신온 김구를 만났다. 안태훈의 소개로 청년 김구를 그에게 배알케 하고, 그의 약력을 소개받았다.
1895년 2월부터 5월까지 백범 김구는 그의 각별한 애호를 받으며, 구전심수를 통해 주자학적 애국사상과 민족주의 교육을 받았다. 안태훈은 자신과 사상적 정향이 다른 그를 종종 방문하여 주거니 받거니 고금의 일을 강론하곤 하였는데, 그때마다 김구는 양인의 담론을 듣는 재미를 만끽하였다.
고능선은 김구에게 청나라로 가서 의병활동을 할 것을 권고하기도 하였다.
그 뒤 안태훈 일가와 종교적 문제로 갈등하다가 단발령을 계기로 청계동을 떠났다. 고능선은 후일 콜레라로 장자 원명 내외를 잃고, 그의 장자 원명의 딸과 김구의 혼약을 주선하였다. 그러나 함지박을 팔던 시장 상인 김치경(金致景)이 와서 횡포를 놓는 바람에 혼약은 없었던 일로 하게 되었다.

## 저서
- 《후조문집》(後凋文集)

## 같이 보기
- 안태훈
- 유중교
- 유인석
- 최익현
- 김구
- 이항로
- 위정척사사상